# Halinów (gemeente)
De gemeente Halinów is een stad- en landgemeente in het Poolse woiwodschap Mazovië, in powiat Miński.
De zetel van de gemeente is in Halinów.
Op 30 juni 2004 telde de gemeente 12 150 inwoners.

## Oppervlakte gegevens
In 2002 bedroeg de totale oppervlakte van gemeente Halinów 63,09 km², waarvan:
- agrarisch gebied zajmują 4099 ha, 65%
- bossen - 1223 ha, 19,4%
- water - 475 ha, 7,5%

De gemeente beslaat 5,42% van de totale oppervlakte van de powiat.

## Demografie
Stand op 30 juni 2004:
| Omschrijving                   | Totaal | Totaal | Vrouwen | Vrouwen | Mannen | Mannen |
| ------------------------------ | ------ | ------ | ------- | ------- | ------ | ------ |
| eenheid                        | aantal | %      | aantal  | %       | aantal | %      |
| inwoners                       | 12 150 | 100    | 6188    | 50,9    | 5962   | 49,1   |
| bevolkingsdichtheid (inw./km²) | 192,6  | 192,6  | 98,1    | 98,1    | 94,5   | 94,5   |

In 2002 bedroeg het gemiddelde inkomen per inwoner 1222,68 złoty.

## Administratieve plaatsen (sołectwo)
Brzeziny, Budziska, Cisie, Chobot, Desno, Długa Kościelna, Długa Szlachecka, Grabina, Hipolitów, Józefin, Kazimierów, Królewskie Brzeziny, Krzewina, Michałów, Mrowiska, Nowy Konik, Okuniew, Stary Konik, Wielgolas Brzeziński, Wielgolas Duchnowski, Zagórze, Żwirówka, Zabraniec.

## Aangrenzende gemeenten
Dębe Wielkie, Sulejówek, Wiązowna, Zielonka